# 港清掃工場

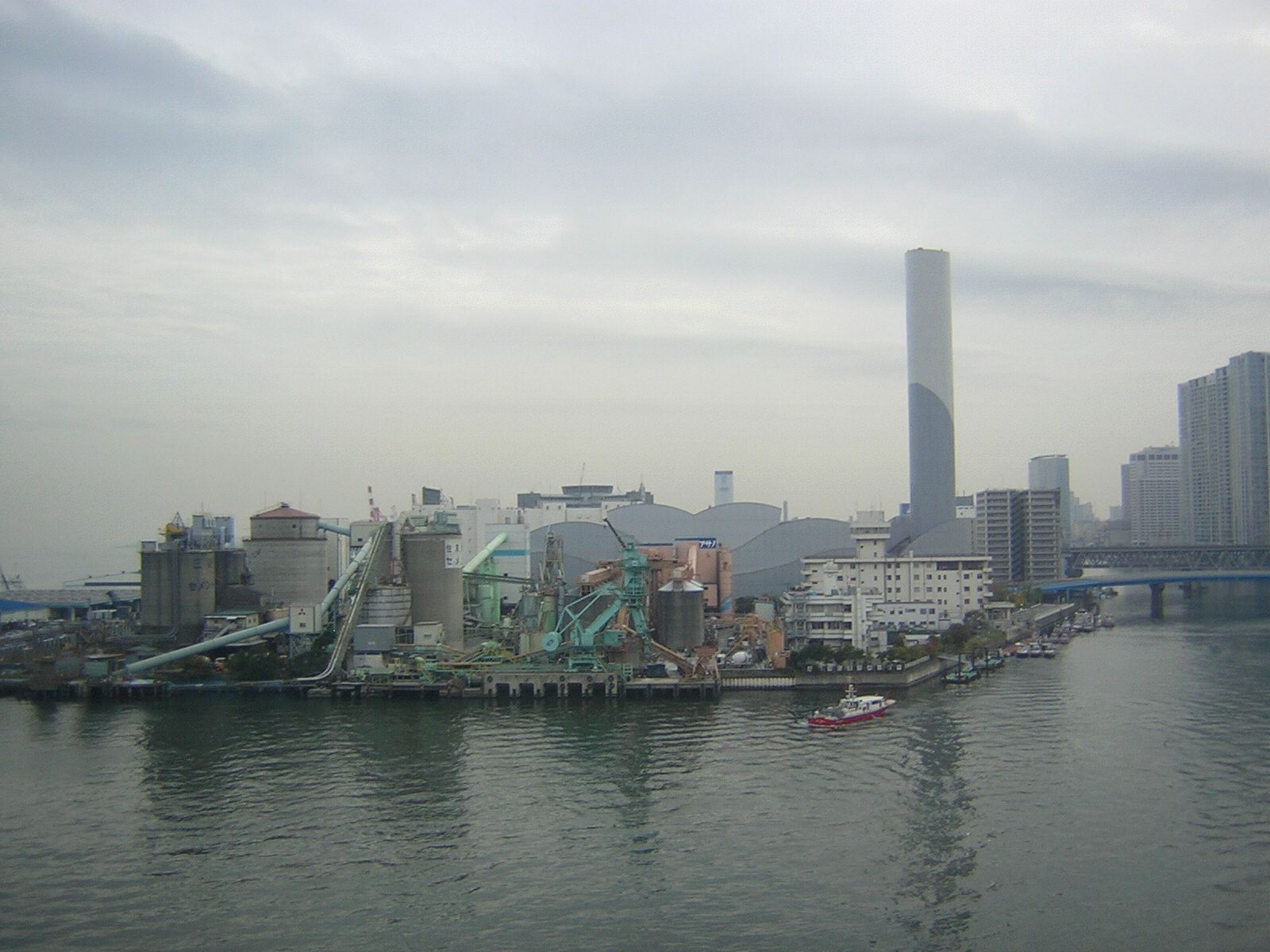
港清掃工場

港清掃工場（みなとせいそうこうじょう）は、東京都港区港南5-7-1にある清掃工場。

## 概要
新名糖の工場跡地に作られた。焼却能力能力600トン/日を持つ。煙突の高さは約130m。建屋のデザインは睡蓮の花をイメージしている。港清掃工場のマスコットキャラクターとして橋之介と虹子がある。このキャラクター名は、清掃工場の北東約700mの位置にあるレインボーブリッジに由来する（レインボー：虹、ブリッジ：橋）。

## 沿革
- 1991年（平成3年） - 建設計画策定。
- 1995年（平成7年）3月 - 着工。
- 1999年（平成11年） - 竣工。